# Carlos Gouvêa Coelho
Carlos Gouvêa Coelho (João Pessoa, 28 dicembre 1907 – Recife, 7 marzo 1964) è stato un arcivescovo cattolico brasiliano.

## Biografia
Ordinato prete il 9 febbraio 1930, fu eletto vescovo di Nazaré il 10 gennaio 1948 da papa Pio XII; trasferito a Niterói nel 1954, il 23 aprile 1960 fu promosso alla sede metropolitana di Olinda e Recife.
Fondò la congregazione delle benedettine della Vergine Maria.

## Genealogia episcopale e successione apostolica
La genealogia episcopale è:
- Cardinale Scipione Rebiba
- Cardinale Giulio Antonio Santori
- Cardinale Girolamo Bernerio, O.P.
- Arcivescovo Galeazzo Sanvitale
- Cardinale Ludovico Ludovisi
- Cardinale Luigi Caetani
- Cardinale Ulderico Carpegna
- Cardinale Paluzzo Paluzzi Altieri degli Albertoni
- Papa Benedetto XIII
- Papa Benedetto XIV
- Papa Clemente XIII
- Cardinale Marcantonio Colonna
- Cardinale Giacinto Sigismondo Gerdil, B.
- Cardinale Giulio Maria della Somaglia
- Cardinale Carlo Odescalchi, S.I.
- Cardinale Costantino Patrizi Naro
- Cardinale Lucido Maria Parocchi
- Arcivescovo Adauctus Aurélio de Miranda Henriques
- Arcivescovo Moisés Sizenando Coelho
- Arcivescovo Carlos Gouvêa Coelho

La successione apostolica è:
- Vescovo Zacarias Rolim de Moura (1953)
- Vescovo Manuel Pereira da Costa (1954)
- Vescovo Otàvio Barbosa Aguiar (1955)
- Vescovo Gentil Diniz Barreto (1960)
- Arcivescovo José Lamartine Soares (1963)